# Universeum
O Universeum é um centro recreativo de ciências para crianças e adultos na cidade sueca de Gotemburgo.
Está situado na zona da Korsvägen, junto ao Museu da Cultura Mundial e na proximidade do parque de diversões de Liseberg.
O edifício foi projetado pelo arquiteto Gert Wingårdh, e inaugurado em 2001.
O Universeum labora em colaboração com várias universidades e empresas suecas.

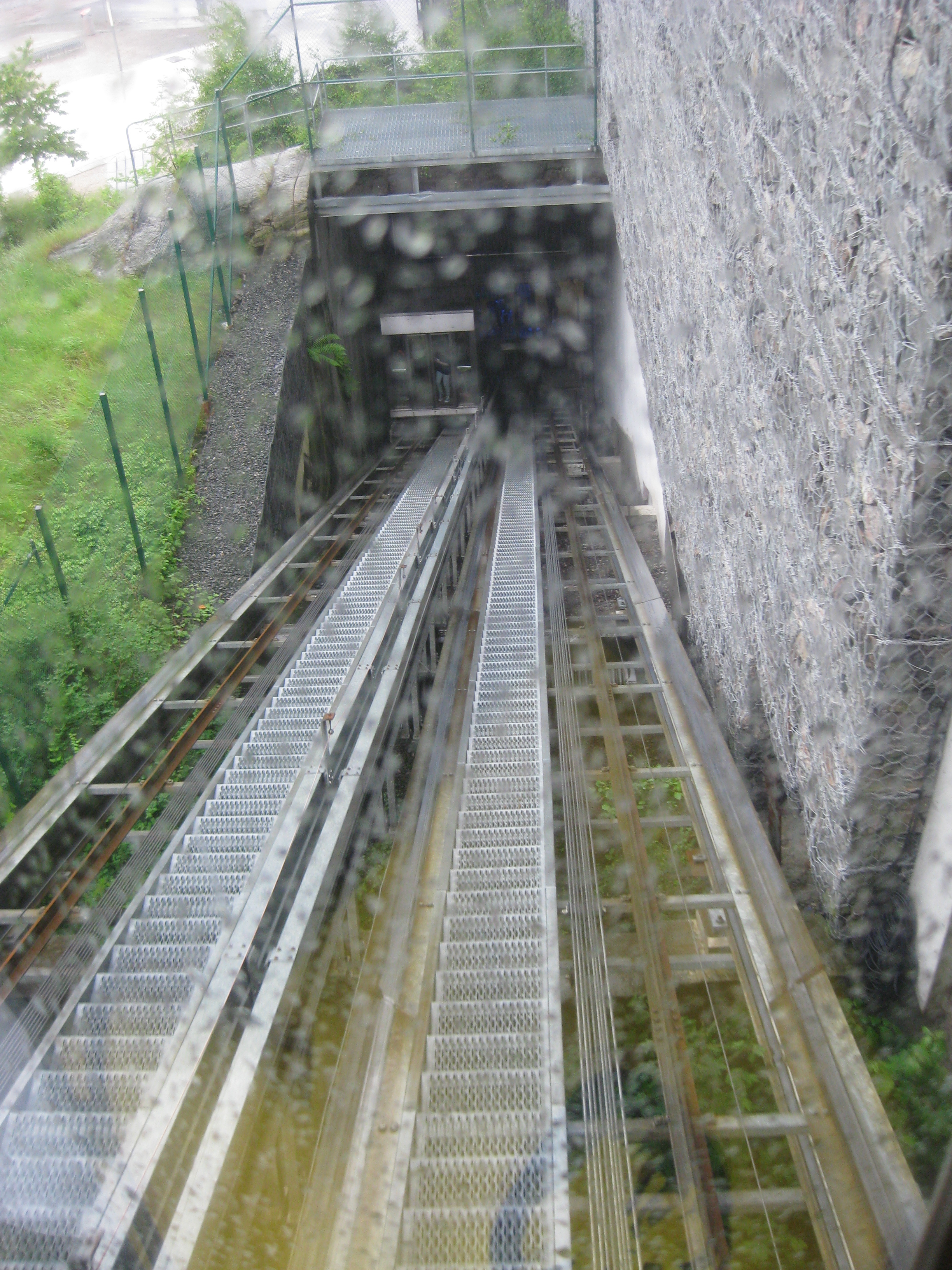
Elevador vertical do Universeum
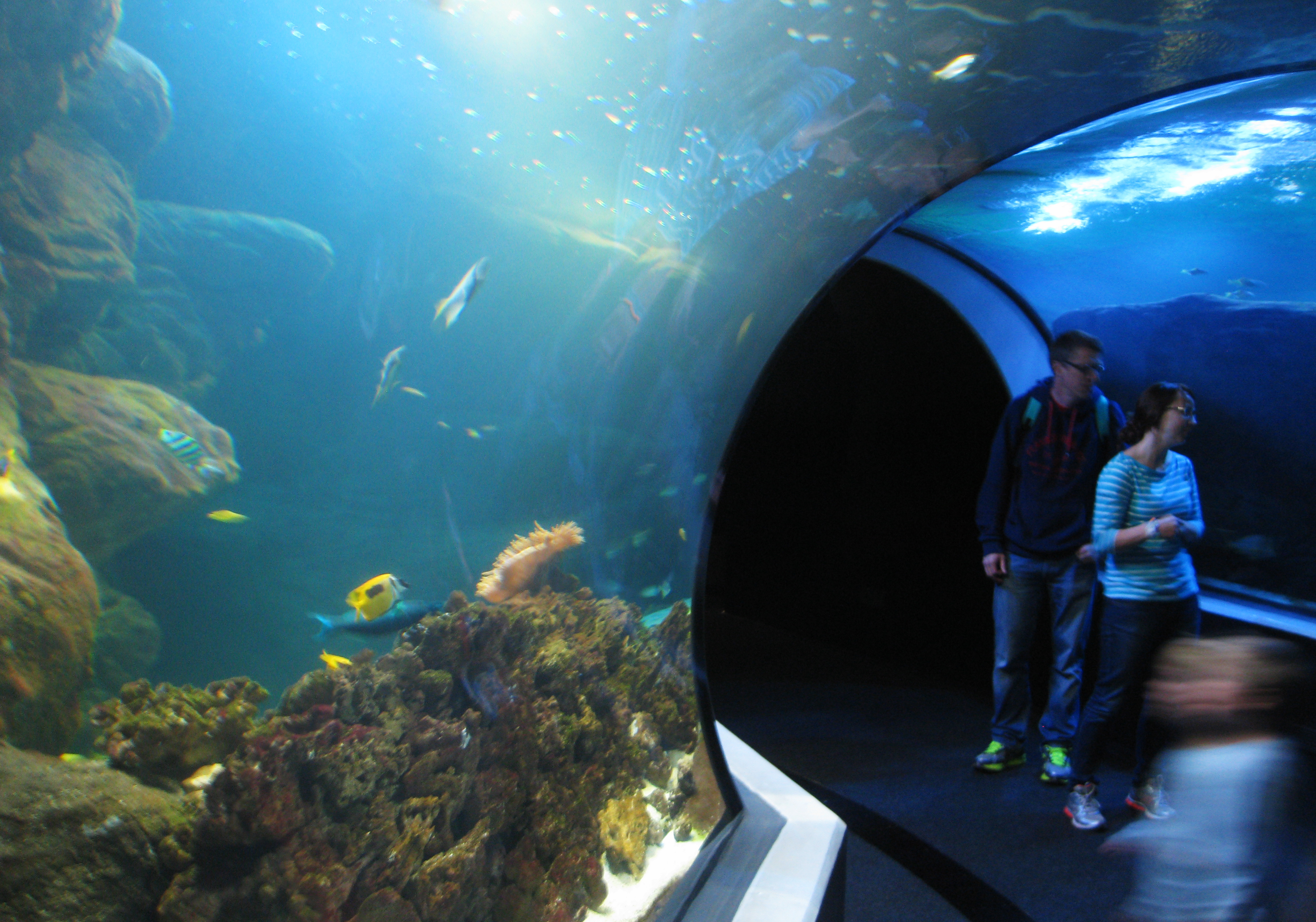
Túnel debaixo do aquário
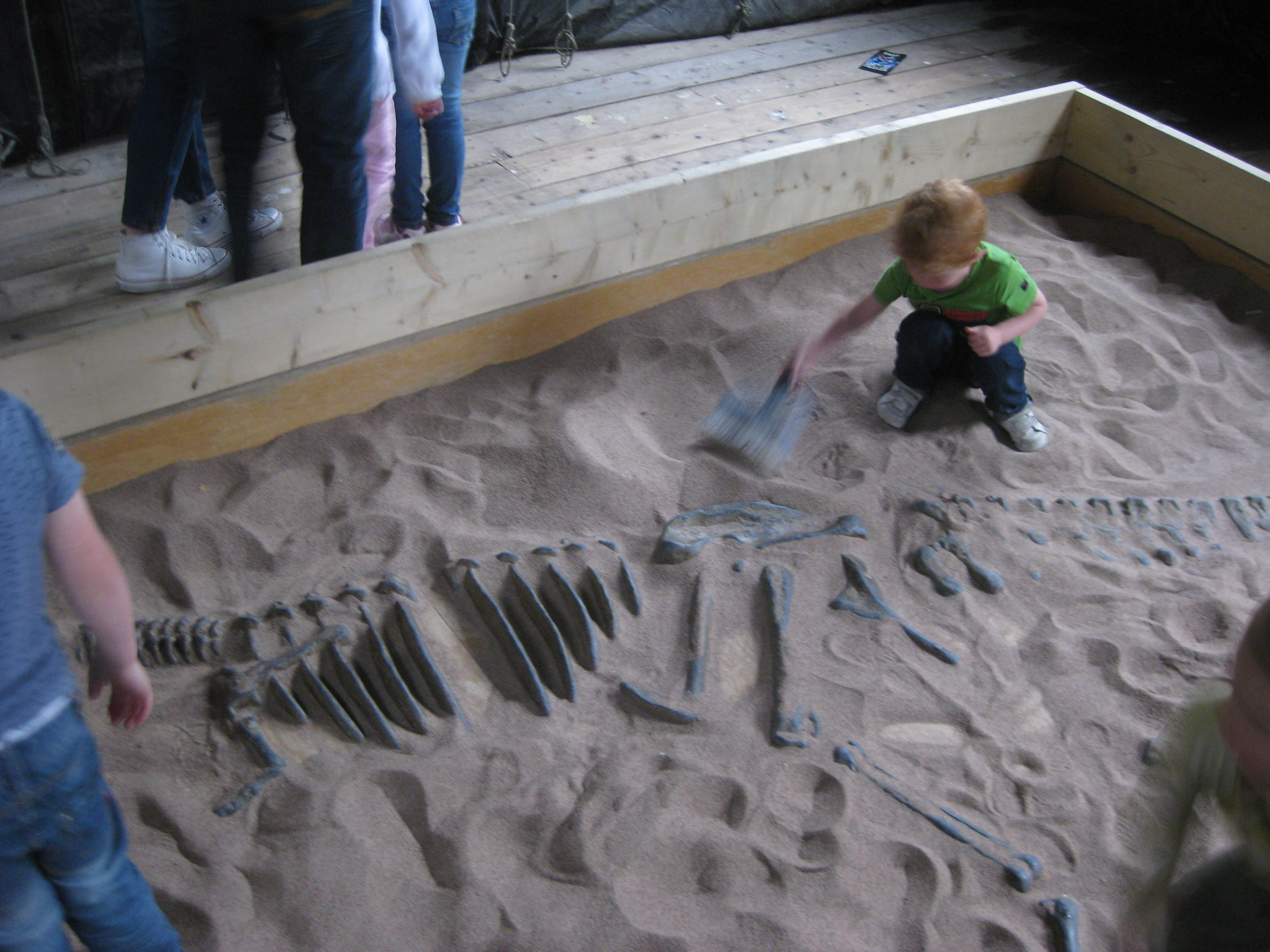
Caixa de areia com restos de dinossauro
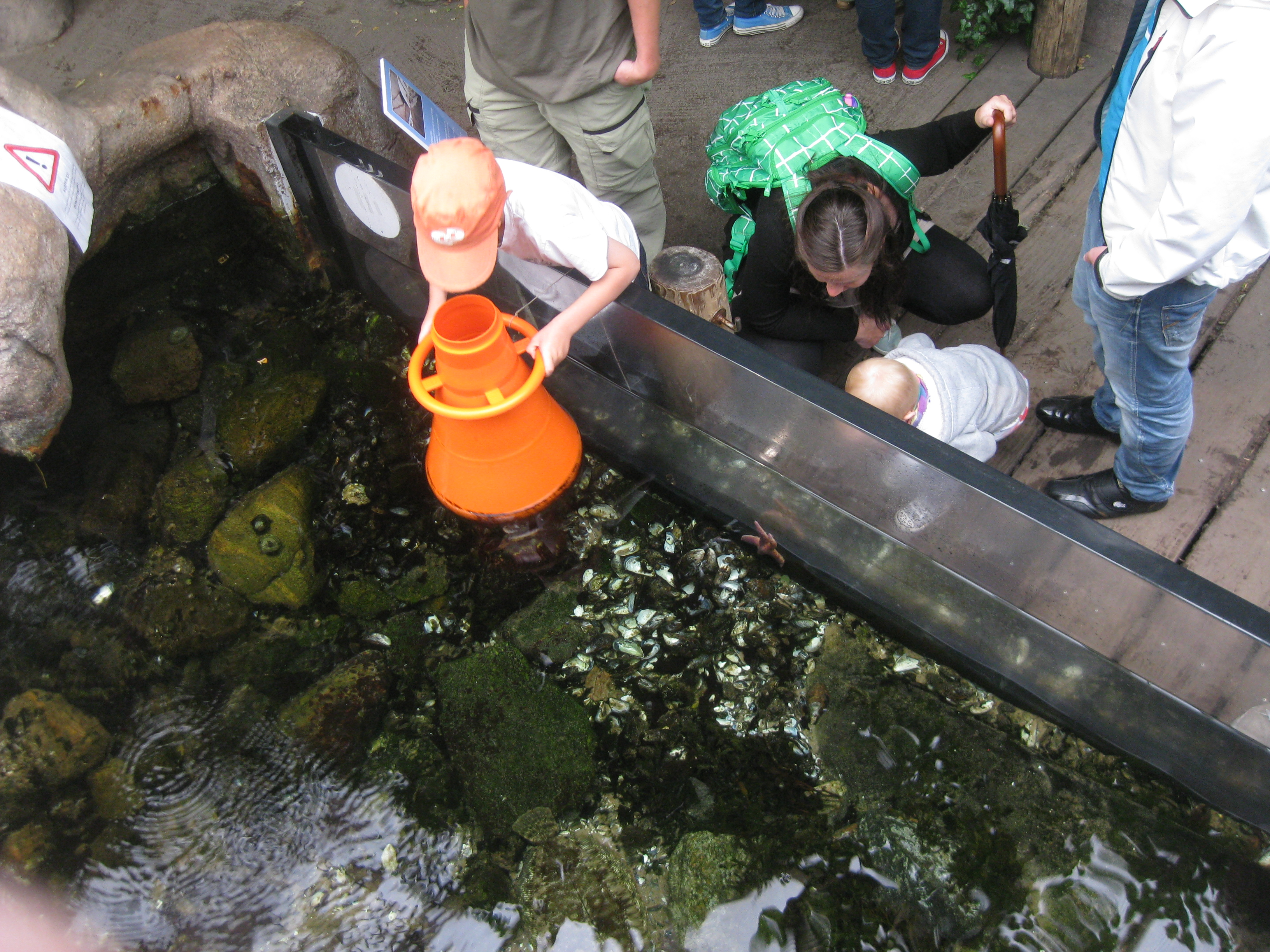
Crianças observando vida debaixo de água
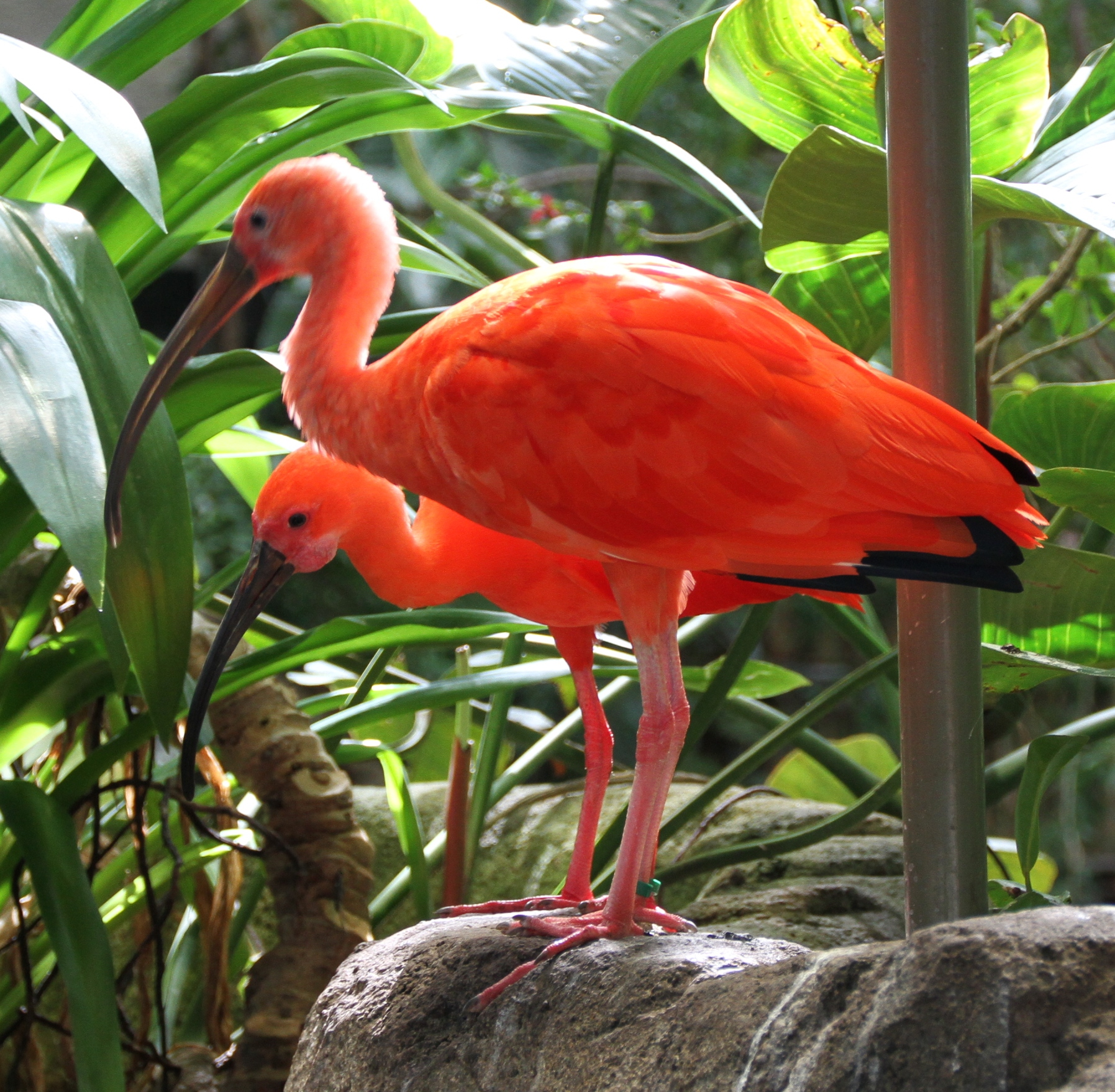
Guarás
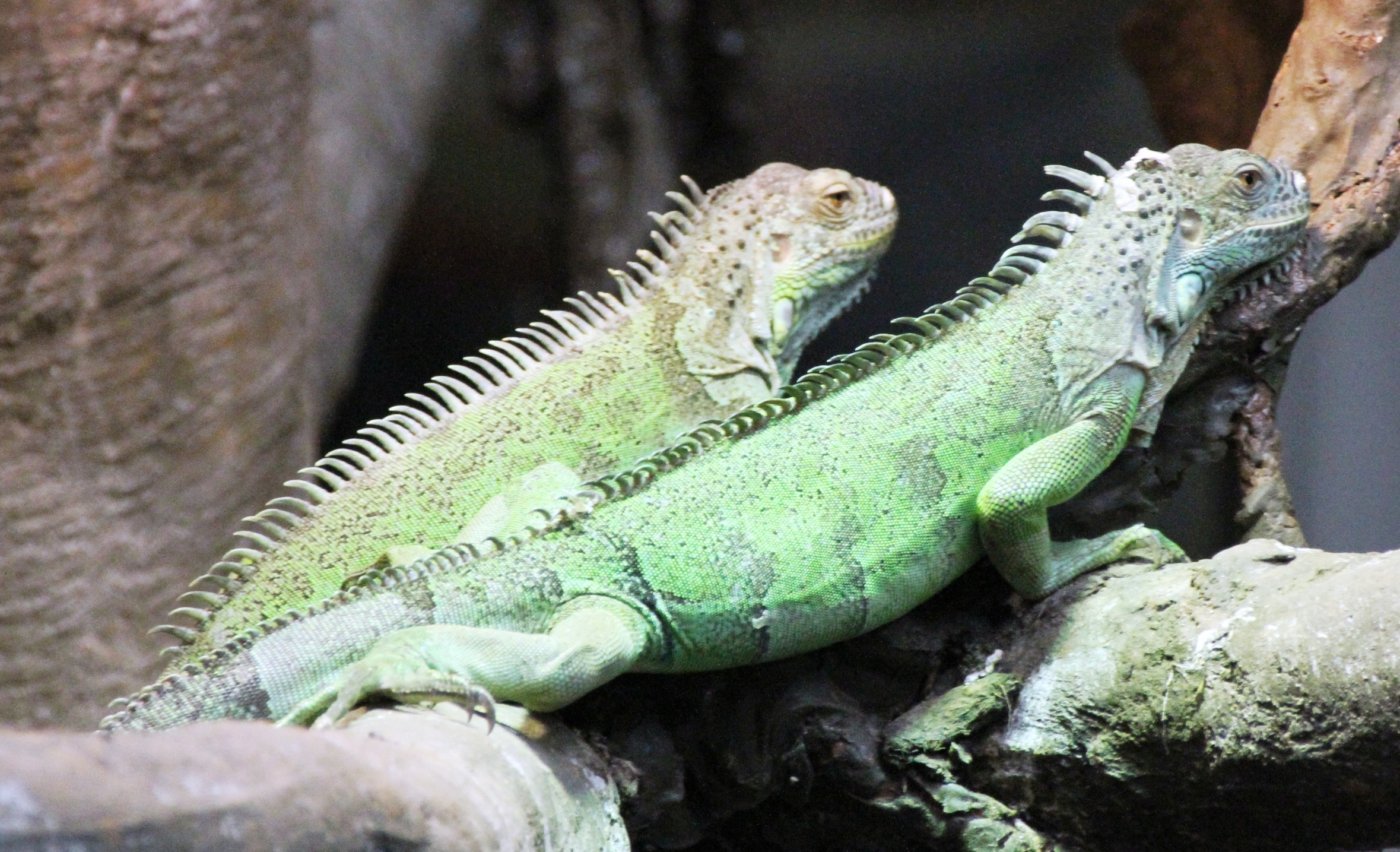
Iguanas